# Joel Díaz
Joel Díaz (* 18. Februar 1973 in Jiquilpan, Michoacán, Mexiko) ist ein ehemaliger mexikanischer Boxer im Leichtgewicht und derzeitiger Boxtrainer. Er ist der Bruder von Antonio Díaz, der sowohl den Weltmeistertitel des unbedeutenden Verbandes IBA als auch den Latino-Titel der WBO innehatte, und vom ehemaligen zweifachen IBF-Weltmeister im Leichtgewicht Julio Díaz.
Joel Díaz gehört 2016 zu den besten Boxtrainern der Welt.
Im Jahre 2014 wurde der 1,68 Meter große Normalausleger Díaz vom Ring Magazine, der renommiertesten Boxzeitschrift der Welt, zum Welttrainer des Jahres gewählt.

## Bedeutende Boxer, die Díaz trainierte
Zu den bisher bedeutendsten Boxern, die Díaz trainierte, gehören unter anderem folgende:
- Antonio Díaz
- Julio Díaz
- Ruslan Provodnikov
- Timothy Bradley
- Abner Mares
- Vicente Escobedo
- Diego De La Hoya
- Omar Figueroa
- Jamie Kavanagh
- Cub Swanson (UFC-Kämpfer)